# ريتشارد كوين (فارس)
ريتشارد كوين (بالإنجليزية: Richard Quinn)‏ هو فارس بريطاني، ولد في 2 ديسمبر 1961.